# 石川康次
石川 康次（いしかわ やすつぐ）は、安土桃山時代から江戸時代初期にかけての武将。石川数正の三男。通称は半三郎。受領名は紀伊守。兄に康長、康勝。

## 略歴
豊臣秀吉に馬廻衆として仕える。
文禄元年（1593年）、文禄の役では肥前名護屋城の三ノ丸御番衆として在陣。父の死で、遺領の信濃松本藩10万石のうち、5,000石を分知相続した。
慶長8年（1603年）、徳川家康の征夷大将軍宣下の拝賀に供奉に列した。
慶長18年（1613年）、大久保長安事件に関係した長兄・康長に連座して改易された。